# 중도주의
중도주의(中道主義, 영어: centrism)는 우파와 좌파 혹은 보수와 진보의 어느 쪽에도 치우치지 않고 중립적인 정책을 실시하자는 이념이다. 이러한 이념을 실현하려는 정치 세력을 일반적으로 중도파라고 한다.

## 나라별 중도주의

### 독일
바이마르 공화국 당시 독일 민주당은 중도를 표방한 자유주의 정당이였으며, 나치당이나  공산당 등 극우나 극좌 정당들의 의회난립을 막기 위해 중도좌파인 독일 사회민주당과 중도우파인 독일 중앙당과 연대했다.
나치 패망 이후, 독일연방공화국(당시 서독)이 성립된 이후에는 독일 자유민주당으로 계승되어 연방의회에서 활동하였으나, 이 당은 당시 독일 민주당보다 좀더 중도우파 쪽에 방점을 찍은 정당으로 평가된다. 그러나, 중도우파 독일 기독교 민주연합 뿐만 아니라, 사민당과도 자주 연정을 통해 집권하며 중도 포지션을 유지했다.
2013년 이후로 독일 자유민주당이 연방의회 의석을 확보하지 못한 이후부터, 현재 독일 연방의회 의석이 있는 정당 중에 딱히 중도를 표방하는 정당은 없으나, 중도좌파인 사민당이나, 중도우파인 기민당 내에 중도 파벌들이 있다.
독일 전 총리 게르하르트 슈뢰더는 좌파 속의 우파, 중도주의와 제3의길을 내세웠다.

### 영국
현재 영국에서 중도 포지션을 당담하는 정당은 자유민주당이 있으며, 보수당이나 노동당은 중도라고 보기는 어려우나, 토니 블레어 전 총리의 경우에는 중도주의와 제3의길을 내세웠다. 데이비드 캐머런 전 총리의 경우도 영국 보수당 내에서 친유럽주의 성향이 강하고, 빈부격차 해소에 대해서도 관심을 가진 중도 성향의 총리로 평가된다.

### 네덜란드
네덜란드의 주요 중도 정당으로는 민주66과 기독교민주당 아펠이 있다. 다만 전자는 자유주의적, 후자는 공동체주의적 성향이 강하다. 그래서 민주66은 사회적으로는 진보주의적 성향이 나타나지만 경제적으로는 재정보수주의 성향을 띤다. 반면 기독교민주당 아펠은 사회적으로는 기독교 민주주의에 기반해 보수 성향이 있지만 경제적으로는 친복지주의적 성향을 띤다.

### 인도
인도 국민 회의는 영국령 인도 자치 기구로 설립되었을 때 좌우파를 모두 포용하는 중도주의 정당으로 시작되었다. 이후, 그들은 영국에 저항하여 독립운동을 이끌었고, 극우라고 볼 수 있는 극단적 힌두주의, 이슬람주의나 극좌 공산주의에 반대하며, 네루를 중심으로 온건한 세속주의적 민주주의 국가를 세우려고 하였다. 그러나, 네루 개인의 성향은 중도와는 거리가 있는 계획경제를 지향하는 사회주의 좌익에 가까웠다.
현재 인도 의회에서 중도좌파 성향을 보이는 제1야당이며, 우익 힌두주의 정당인 인도 인민당과 자주 부딪히는 경쟁자이며, 상대적이지만, 인도 주요 정당 중 가장 온건한 성향을 가지고 있다.

### 캐나다
캐나다의 주요 중도정당에는 캐나다 자유당이 있다. 보수주의, 중도우파 내지 우익인 캐나다 보수당과 사회민주주의, 중도좌파 내지 좌익 인 신민주당 사이에서 중도 기믹을 맡는다.
캐나다가 다당제라고는 하지만, 사실상 보수당과 자유당 양당 이외에 다른 당이 집권하기는 어렵기 때문에 자유당이 여러 문제에서 진보좌파적 입장을 취하기도 하기 때문에 온건한 중도 ~ 중도좌파 정당으로 분류된다.

### 프랑스
2017년 프랑스 대선과 총선에서 중도성향 정당인 전진!이 크게 선전하였으며, 기존 프랑스 정치를 양분해 온 중도우파 공화당과 중도좌파 사회당을 몰락시켰다. 전진하는 공화국!은 현재 군소 중도정당인 민주운동과 연립정부를 구성하고 있다.

## 중도성향 정당
서방 국가들의 중도주의 정당들의 경우 상당수는 자유주의를 내걸고 있는 경우가 많다. 대표적으로는 독일의 자유민주당, 프랑스의 전진하는 공화국!, 스페인의 시우다다노스, 노르웨이의 자유당, 영국의 자유민주당, 일본의 국민민주당 등이 있다.

## 중도성향 언론
- 대한민국 : SBS, 한국일보, 국민일보[1]
- 미국 : USA투데이, Bloomberg News, The Diplomat[2]
- 영국 : 이코노미스트[3], 로이터[4], 스카이 뉴스[5]
- 일본 : 니혼게이자이 신문, 마이니치 신문[6]
- 프랑스 : Le Parisien

## 같이 보기
- 중도주의 정당 목록
- 정치적 스펙트럼
- 중도좌파
- 중도우파
- 자유주의
  - 사회자유주의
  - 보수자유주의
- 공동체주의
  - 인문주의
- 사회적 시장경제